# Karieng (Mutiara Timur)
Karieng is een bestuurslaag in het regentschap Pidie van de provincie Atjeh, Indonesië. Karieng telt 725 inwoners (volkstelling 2010).